# Lovita
Lovita® es una variedad cultivar de ciruelo (Prunus salicina), de las denominadas ciruelas japonesas, es marca registrada® Variedad club.
Una variedad de ciruela criada a inicios del siglo XXI por vivero "Ben Dor" situado en Israel, mediante el cruce de varias variedades de 'Prunus salicina'.
Las frutas tienen una talla de tamaño medio de forma cordiforme ligeramente asimétrica, con peso promedio de 40 g, piel color amarillo con pinceladas de rojo oscuro, y pulpa color rojo intenso oscuro, la fruta es muy dulce (más de 20 de ºBrix) y jugosa.

## Historia
'Lovita'® variedad de ciruela obtenida por el cruce de varias variedades de las denominadas ciruelas japonesas, a inicios del siglo XXI en el  vivero "Ben Dor" situado en el valle del Jordán en  Israel. Se comercializó en 2019 como marca registrada® Variedad club. 'Lovita' debe su nombre comercial a su aspecto único, apetitoso y en forma de corazón, y a su carne roja y jugosa.
'Lovita'® es la primera variedad de ciruela seleccionada como variedad club por el grupo francés "French Fruit Lovers" situado enMoissac.

## Características
'Lovita'® árbol de porte de crecimiento suelto, ancho y medio-fuerte hace que Lovita se destaque positivamente en todos los surtidos. Flor roja, que tiene un tiempo de floración que comienza a partir del 30 de abril con el 10% de floración, para el 10 de mayo tiene una floración completa (80%), y para el 21 de mayo tiene un 90% de caída de pétalos.
'Lovita'® tiene una talla de tamaño medio de forma de corazón (cordiforme) ligeramente asimétrica, con peso promedio de 40 g;epidermis tiene una piel dura de color amarillo con pinceladas de rojo oscuro; sutura con línea poco visible, de color algo más oscuro que el fruto. Situada en una depresión muy suave, algo más acentuada junto a cavidad peduncular; pedúnculo de longitud mediano, fuerte, leñoso, con escudete muy marcado, muy pubescente, con la cavidad del pedúnculo estrecha, poco profunda, rebajada en la sutura y más levemente en el lado opuesto; pulpa de color rojo intenso oscuro, la fruta es muy dulce (más de 20 de ºBrix) y jugosa.
Hueso de fácil deshuesado, pequeño, redondeado, ligeramente asimétrico, con el surco dorsal no muy ancho y poco profundo, los laterales más superficiales, zona ventral poco sobresaliente, superficie rugosa.
Su tiempo de recogida de cosecha es tardío a principios de invierno, y puede permanecer en el árbol durante mucho tiempo. Resistente al cambio climático.

## Usos
Se usa comúnmente como postre fresco de mesa buena ciruela de postre de fines de verano.

## Cultivo
Variedad cultivada principalmente en Israel, Francia, España (en el valle del Cinca), y Portugal.

## Características y precauciones
Resistente al cambio climático.